# 孫震 (孫呉)
孫 震（そん しん、? - 280年）は、中国三国時代の武将。呉の皇族。祖父は孫賁。父は孫鄰。兄は孫苗・孫旅・孫述。弟は孫諧・孫歆。

## 略歴
父の孫鄰が赤烏12年（249年）に死去すると、兄弟は皆、要職を歴任することになった。孫震は無難督に昇った。
天紀3年（279年）、晋は呉へ侵攻を開始する。荊州の拠点は次々と陥落し、翌年には王濬の軍が長江を下り首都建業に迫った（晋の呉征伐）。孫震は護軍として、張悌・沈瑩とともに三万の兵を率いて長江を渡り、張喬率いる7千の軍を楊荷橋で包囲し、降伏させた。張悌は張喬の降伏を信じ、そのまま王渾軍と戦った。しかし、王渾軍の周浚らに三度攻撃を仕掛けたものの崩せず、また退却途中で軍中が混乱し、それに加えて敵の別働隊からも攻撃を受けたため、軍は崩壊した。さらに、再び晋に寝返った張喬により版橋で壊滅的な打撃を受け、孫震は張悌・沈瑩とともに捕らえられ、斬首された。